# Antoine I de Croÿ

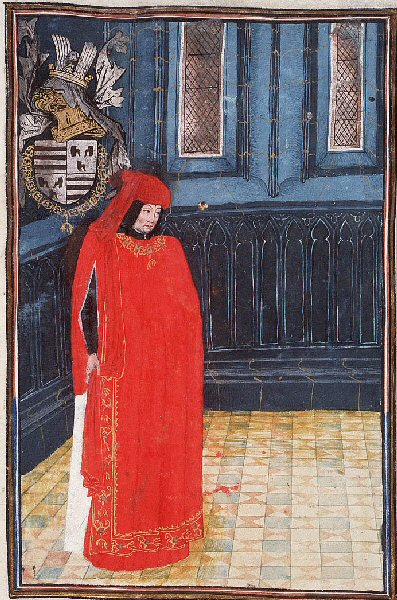
Antoine le Grand, come rappresentato in una miniatura (ca. 1390)

Antoine I de Croÿ, (il Grande), Seigneur de Croÿ, Renty e Le Roeulx, Conte di Porcéan (1385 circa – 21 settembre 1475), fu un membro del Casato di Croÿ.

## Biografia
Antoine era il figlio maggiore sopravvissuto ed erede di Jean I de Croÿ e Marie de Craon, e fu una figura chiave nella politica francese del XV secolo. Nel 1452 si assicurò per se stesso il posto di Governatore Generale dei Paesi Bassi e Lussemburgo e presiedeva il partito filo-francese alla corte di Filippo il Buono. Fu anche uno dei giudici al processo per tradimento nel 1458 di Giovanni II d'Alençon.

Come suo padre, guidò gli eserciti francese e borgognone contro Liege e si distinse nella Battaglia di Brouwershaven combattendo contro gli inglesi. Mentre era in missione alla corte del Duca di Berry, fu coinvolto nell'assassinio di Luigi di Valois, Duca d'Orléans e come conseguenza subì delle torture nel Castello di Blois.
Dopo essersi districato da questa situazione, Antoine utilizzò il suo potere per estendere i possedimenti della sua famiglia: nel 1429 ottenne la signoria e il titolo di pari di Le Rœulx; tre anni dopo sposò Margherita di Lorena-Vaudémont, figlia di Antonio di Vaudémont e Maria di Harcourt, che portò gli portò Aarschot come dote; nel 1446 acquistò il Castello di Montcornet e lo ricostruì completamente. Nel 1438 acquistò il Castello di Porcien e fu fatto Conte di Porcéan e Guînes da Carlo VII nel 1455. L'anno precedente, aveva dato in moglie sua figlia al Conte Luigi I del Palatinato-Zweibrücken al fine di accrescere la sua influenza nell'orbita del Sacro Romano Impero.
Con Carlo il Temerario, il futuro Duca di Borgogna, fu ai ferri corti, soprattutto dopo che si erano scontrati per l'eredità di Giovanna d'Harcourt, Contessa di Namur. Al momento dell'ascesa di Carlo, Antoine fu accusato di complottare con gli astrologi per portare alla caduta del Duca e fu costretto a fuggire in Francia. In Francia prese parte all'incoronazione di Luigi XI e fu scelto come uno dei padrino del futuro Luigi XII. Non fu fino all'età di 83 anni che si riconciliò con Carlo e gli fu permesso di rivendicare le sue proprietà in Borgogna. Morì o nel 1475 o 1477 e fu sepolto a Porcien.
Agnes de Croÿ era sua sorella e l'amante del Duca Giovanni il senza Paura, da cui ebbe un figlio naturale, Giovanni, bastardo di Borgogna, un futuro Vescovo di Cambrai ed arcivescovo di Treviri. Diverse famiglie nobili del Belgio e dei Paesi Bassi discendono dagli undici figli illegittimi di questo prelato.
Le linee di Croÿ-Arschot-Havré e Croÿ-Roeulx derivano dai due figli maschi di Antoine, Philippe I e Jean III, mentre suo fratello minore, Jean II de Croÿ, fu il progenitore dell'unica linea ancora esistente della famiglia, quella di Croÿ-Solre. Tutte e tre le linee dimostrano un complesso schema di matrimoni misti, così che possedimenti e titoli sarebbero rimasto all'interno della famiglia più a lungo possibile.

## Matrimonio e figli
Sposò in primo luogo nel 1410 Marie de Roubaix (1390–1430).
Nel 1432 si risposò con Margherita di Lorena-Vaudémont (1420–1477) ed ebbe sei figli:
- Joanna (1435–1504), sposò il Conte Luigi I del Palatinato-Zweibrücken
- Philippe I de Croÿ (1435–1511), suo successore
- Jean III (1436–1505), progenitore della linea di Croÿ-Roeulx
- Marie (1440–1489)
- Jacqueline (1445–1486)
- Isabeau (1450–1523)